# Aksel Agerby

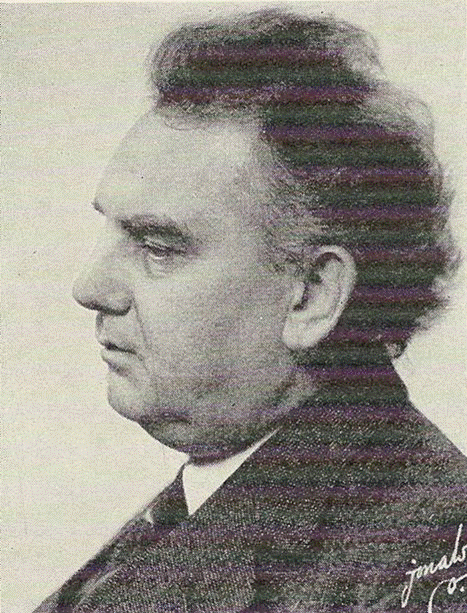
Aksel Agerby

Aksel Agerby, född 29 maj 1889, död 20 mars 1942, var en dansk kompositör och pianist.
Agerby var ledare för Det unge Tonekunstnerselskab samt den danska sektionen av Internationella sällskapet för samtida musik. Han komponerade violinstycken samt sånger för manskör och soloröst, däribland den populära Havren med text av Jeppe Aakjær.